# White Star Line

Logo der White Star Line

White-Star-Line-Flagge

White Star Line war der Name von zwei britischen Reedereien mit Sitz in Liverpool. Bekannt wurde vor allem die zweite, 1869 gegründete Gesellschaft, welche Liniendienste nach New York City, Australien und Neuseeland betrieb. Mehrere ihrer Schiffe waren die größten ihrer Zeit, wie zum Beispiel die Olympic, die Titanic und die Britannic.

## Die ersteWhite Star Line
Die erste White Star Line wurde von John Pilkington und Henry Threlfall Wilson in Liverpool (England) gegründet und charterte zunächst Segelschiffe (Tayleur, Blue Jacket [später White Star], Red Jacket, Ellen und Iowa) für den Handel zwischen Großbritannien und Australien. Äußeres Symbol der Reederei war ein weißer Stern auf rotem Grund.
Der Untergang der Tayleur auf ihrer Jungfernfahrt 1854 in einem Sturm an der irischen Küste kostete über 300 Menschen das Leben und war ein schwerer Schlag für die Reederei.
1863 erstand die White Star Line mit der Royal Standard ihr erstes Dampfschiff. Nach dem Scheitern von Fusionsversuchen zur Erschließung neuer Routen konzentrierte sich die Reederei auf die Verbindung zwischen Liverpool und New York. Massive Investitionen in neue Schiffe führten nach dem Konkurs der Hausbank Royal Bank of Liverpool im Oktober 1867 zum Konkurs der ersten White Star Line.

## Die zweiteWhite Star Line: Oceanic Steam Navigation Company

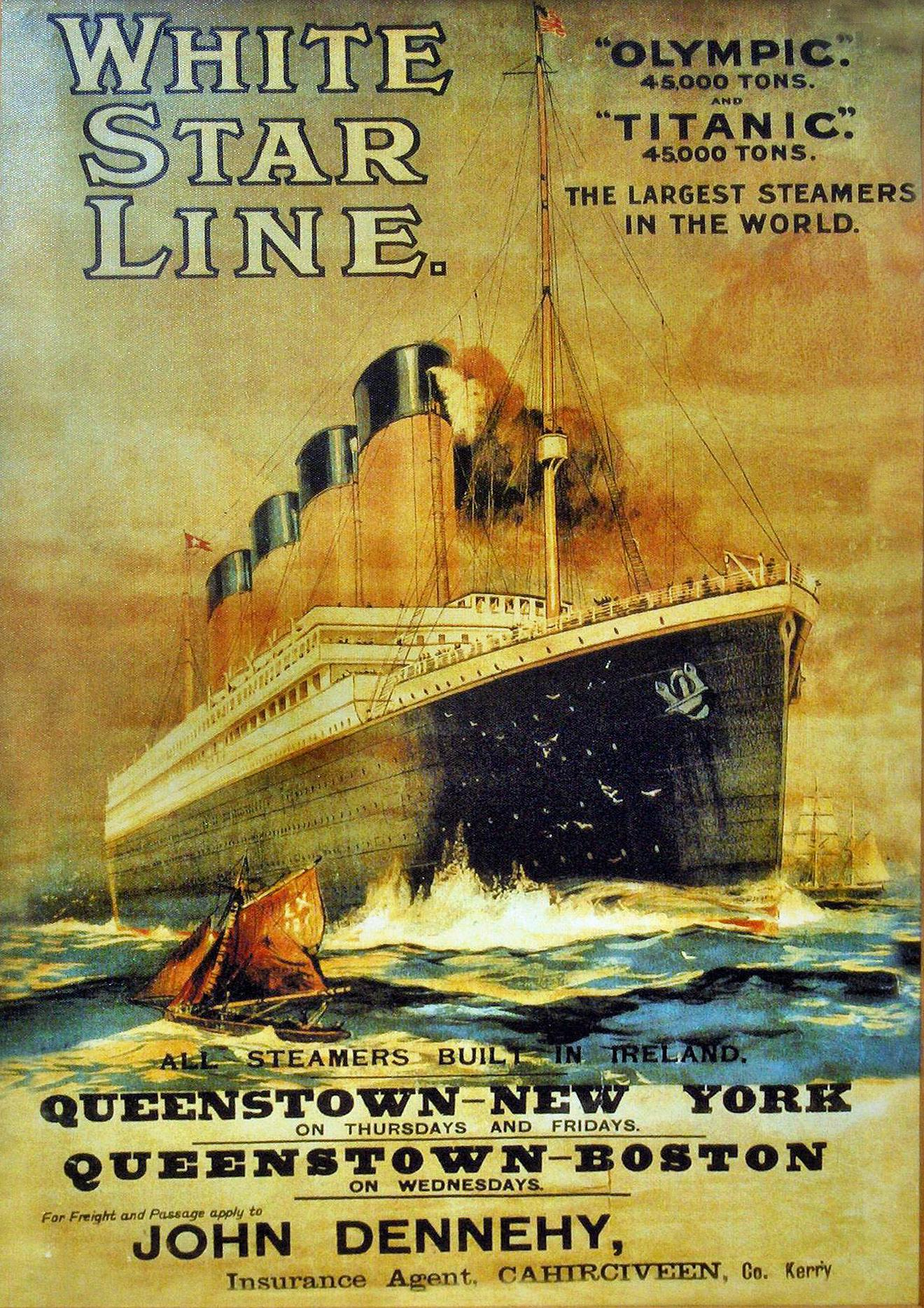

1869 gründete Thomas Ismay, ehemaliger Direktor der National Line, die Oceanic Steam Navigation Company, um einen regelmäßigen Liniendienst von Liverpool nach New York zu unterhalten. Zuvor hatte er für 1000 Pfund Sterling das Reedereisymbol und den Handelsnamen der bankrotten White Star Line erstanden. Weitere Markenzeichen der neuen White Star Line wurden die Endung „ic“ bei den Schiffsnamen sowie ein ockerfarbener Schornstein mit schwarzer Kappe. Hauptsitz der Reederei war zunächst Liverpool, später wurde er nach London verlegt. Während die Schiffe unter dem Namen White Star Line fuhren, war der eigentliche Eigentümer stets die Oceanic Steam Navigation Company.
Die neue Reederei bestellte bei der Werft Harland & Wolff aus Belfast (Nordirland) eine Serie von vier ähnlichen Schiffen, denen später noch zwei weitere folgten. Entsprechend dem offiziellen Namen der Gesellschaft wurde das erste Schiff Oceanic genannt.
Obwohl es nie eine schriftlich fixierte Übereinkunft gab, bestellte die White Star alle zukünftigen Schiffe bei Harland & Wolff, welche im Gegenzug keinen direkten Konkurrenten belieferten. Beide Partner wurden im Prinzip nie enttäuscht.
Von den ersten Schiffen eroberten dann auch die Baltic und die Adriatic das Blaue Band für die White Star Line. 1873 traf die junge Reederei ein schwerer Verlust: Die Atlantic war nahe Halifax (Kanada) mit einem hohen Verlust an Menschenleben gesunken. Um den Imageschaden wieder auszugleichen, wurden zwei neue, größere, sicherere und schnellere Schiffe bei der Werft von Harland & Wolff geordert. 1874 ging das erste, die Germanic, in Dienst und eroberte sich das Blaue Band. Ein Jahr später verlor sie es an die City of Berlin der Inman Line, doch das Schwesterschiff der Germanic, die Britannic (I), konnte die Trophäe noch im selben Jahr für die White Star zurückholen.
1879 eroberte die Arizona der Guion Line das Blaue Band. Die White Star Line konterte aber nicht sofort, sondern konzentrierte sich ab dem Jahr 1884 auf den Aufbau eines Liniendienstes von Liverpool über Kapstadt nach Australien und Neuseeland. In dieser Zeit ging die Oceanic Steam Navigation Company eine Partnerschaft mit der britischen Reederei Shaw, Savill & Albion Steamship Co. ein. Diese Partnerschaft sollte bis 1933 Bestand haben.
1887 bestellte man bei Harland & Wolff Ltd. zwei neue Liner, die ausdrücklich als Rekordschiffe geplant waren. 1889 ging das erste dieser Schiffe, die Teutonic in Dienst. Als erster Transatlantik-Liner hatten sie keine Segel mehr. Schon auf der Jungfernfahrt holte sie sich das Blaue Band von dem Schiff der Inman-Line City of Paris. Ein knappes Jahr später wurde die Teutonic von ihrem Schwesterschiff der Majestic überboten. Sie sollten die letzten beiden Schiffe der White Star Line bleiben, die neue Rekorde auf der Strecke aufstellten. 1892 ging die Auszeichnung an den Inman-Liner City of New York verloren.
1896 gab die Oceanic Steam Navigation Company einen neuen Rekordbrecher in Auftrag, der 1899 als zweite Oceanic in Dienst ging. Die Oceanic war mit 17.272 BRT das damals größte Schiff der Welt, einen neuen Geschwindigkeitsrekord konnte sie aber nicht aufstellen, mit 19,5 Knoten war sie zu langsam. Ende November 1899 verstarb der Firmengründer Thomas Ismay, und sein Sohn Bruce Ismay übernahm die Geschicke der White Star Line. Unter Bruce Ismay änderte sich die Firmenpolitik drastisch: Von nun an sollten Größe und Komfort verstärkt im Vordergrund stehen und nicht mehr Geschwindigkeit. Die ab 1901 in Dienst gehenden „big four“, Celtic (20.904 BRT), Cedric (21.035 BRT), Baltic (II) (23.884 BRT) und Adriatic (II) (24.541 BRT) waren das erste sichtbare Zeichen dieser Politik.
1901 wurde die Oceanic Steam Navigation Company durch den US-amerikanischen Bankier John Pierpont Morgan aufgekauft und der wichtigste Teil in Morgans IMMC-Trust. Bruce Ismay behielt nicht nur den Vorsitz in der Oceanic Steam Navigation Company, sondern bekam auch den Vorstandsposten in der IMMC, nach Morgan natürlich. Nachdem 1907 die Cunard Line mit den beiden Schwesterschiffen Lusitania und Mauretania den Nordatlantik beherrschten, konterte die White Star Line mit noch mehr Größe, viel mehr Luxus und dem Bestreben um möglichst wirtschaftlichen Betrieb. Bei Harland & Wolff wurden die ersten 40000-Tonner der Welt in Auftrag gegeben. Es waren die Schiffe der Olympic-Klasse, Olympic, Titanic und Britannic (II). Keines dieser Schiffe wurde konzipiert, das Blaue Band zu erobern. Mit 22 Knoten waren die Schiffe dieser Serie außer Stande, mit dem damaligen Inhaber der Auszeichnung, der Mauretania, mitzuhalten.
1912 kollidierte die Titanic auf ihrer Jungfernfahrt mit einem Eisberg und sank; 1504 Menschen fanden in den eisigen Fluten des Nordatlantiks den Tod. Erst unter dem Eindruck dieser Katastrophe wurde festgelegt, dass Passagierschiffe für alle Passagiere ausreichende Rettungsmittel an Bord haben müssen. Das dritte Schiff der Olympic-Klasse, die Britannic ging 1916, während des Ersten Weltkriegs, als Lazarettschiff in der Ägäis nach Minentreffer unter. Die Oceanic Steam Navigation Company erholte sich nie wieder von diesen Verlusten.
1915 ging der IMMC-Trust in Konkurs und wurde Anfang der 1920er als United States Lines reorganisiert. Die ausländischen Reedereien, darunter auch die White Star, wurden abgestoßen. Neuer Eigentümer wurde die britische Royal Mail-Gruppe, zu der so angesehene Reedereien wie die Royal Mail Line und die Pacific Steam Navigation Company gehörten.
Als Ersatz für die gesunkene Britannic übernahm die Oceanic Steam Navigation Company 1922 den als Kriegsbeute beschlagnahmten Hapag-Liner Bismarck, der als Majestic in Dienst ging – mit 56.551 BRT das größte Passagierschiff der Welt. 1928 gab die Reederei bei Harland & Wolff Ltd. ihre letzten Neubauten in Auftrag, die 1930 als Britannic und 1931 als Georgic in Dienst gestellt wurden. 1931 musste die Royal-Mail-Gruppe unter Eindruck der Weltwirtschaftskrise Konkurs anmelden und wurde als Royal Mail Lines Ltd. reorganisiert. Die Oceanic Steam Navigation Company muss ihrerseits 1933 ebenfalls in Konkurs gehen. Der Australien-Service wurde an den langjährigen Partner Shaw, Savill & Albion Steamship Co. verkauft.
1934 fusionierte die White Star Line mit der Cunard Line zur Cunard-White Star Ltd. Der Zusammenlegung beider Flotten fielen die meisten ehemaligen White-Star-Schiffe zum Opfer. Die stillgelegte Oceanic Steam Navigation Company wurde 1939 liquidiert. 1947 kaufte Cunard alle Cunard-White-Star-Aktien auf und benannte die Reederei 1950 wieder in Cunard Steamship Co. Ltd. um. Die letzten ehemaligen White Star-Schiffe Britannic (III) und Georgic (II) behielten auch unter Cunard-Regie als letzte Anerkennung bis zur Außerdienststellung das Farbenkleid der White Star Line.

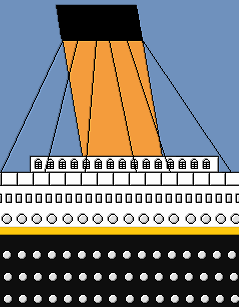
Farbenkleid der White Star Line

### Farbenkleid der Oceanic Steam Navigation Company
Neben der roten Hausflagge mit dem weißen Stern waren die Schiffe der White Star Line vor allem durch ihr Farbenkleid erkennbar. Der Schiffsrumpf wurde schwarz gestrichen, während die Deckaufbauten in weiß gehalten waren. Bis in die 1920er befand sich zwischen dem schwarzen Rumpf und den weißen Aufbauten ein gelber Streifen, der sogenannte „sheer stripe“. Dieser hatte eine Breite von 10,25 Zoll (ca. 26 cm). In späteren Jahren wurde der Streifen an allen Schiffen weiter nach unten versetzt, so dass er sich nicht mehr zwischen Rumpf und Deckaufbauten des Schiffes befand, sondern nur noch auf dem schwarzen Rumpf.
Ein weiteres wichtiges Merkmal war die Schornsteinfarbe der White-Star-Schiffe, welche heute als „White Star Buff“ bezeichnet wird. Der genaue Farbton ist nicht mehr bekannt, da keine Aufzeichnungen über die verwendeten Farben und den Mischprozess bekannt sind. Anhand von zeitgenössischen Zeichnungen, Augenzeugenberichten und Auswertung der existierenden Schwarz-Weiß-Fotos hat man aber eine ungefähre Idee.

### Liste aller Passagierschiffe derOceanic Steam Navigation Company1870–1939
| Jahr (?)    | Name            | Vermessung | Werft                                | Status/Schicksal |
| ----------- | --------------- | ---------- | ------------------------------------ | --- |
| 1871        | Oceanic (I)     | 3707 BRT   | Harland & Wolff Ltd., Belfast        | 1895 außer Dienst und zum Abbruch verkauft                                                                                                  |
| 1871        | Atlantic        | 3707 BRT   | Harland & Wolff Ltd., Belfast        | 1873 vor Nova Scotia (Kanada) gesunken (545 Tote)                                                                                           |
| 1871        | Baltic (I)      | 3707 BRT   | Harland & Wolff Ltd., Belfast        | 1888 an Holland-Amerika Lijn verkauft und in Veendam umbenannt, 1898 nach Kollision mit einem treibenden Wrack gesunken                     |
| 1872        | Republic (I)    | 3984 BRT   | Harland & Wolff Ltd., Belfast        | 1889 an Holland-America Line verkauft und in Maasdam (II) umbenannt                                                                         |
| 1872        | Celtic (I)      | 3867 BRT   | Harland & Wolff Ltd., Belfast        | 1893 an DFDS verkauft und in Amerika umbenannt                                                                                              |
| 1872        | Adriatic (I)    | 3867 BRT   | Harland & Wolff Ltd., Belfast        | 1899 außer Dienst und zum Abbruch verkauft                                                                                                  |
| 1874        | Britannic (I)   | 5008 BRT   | Harland & Wolff Ltd., Belfast        | 1903 außer Dienst und zum Abbruch verkauft                                                                                                  |
| 1874        | Germanic        | 5008 BRT   | Harland & Wolff Ltd., Belfast        | 1905 an Dominion Line verkauft und in Ottawa umbenannt                                                                                      |
| 1881        | Arabic (I)      | 4367 BRT   | Harland & Wolff Ltd., Belfast        | 1890 an Holland-America Line verkauft und in Spaarndam umbenannt                                                                            |
| 1881        | Coptic          | 4367 BRT   | Harland & Wolff Ltd., Belfast        | 1906 an PSNCo verkauft und in Persia umbenannt                                                                                              |
| 1883        | Doric (I)       | 4784 BRT   | Harland & Wolff Ltd., Belfast        | 1906 an PSNCo verkauft und in Asia umbenannt                                                                                                |
| 1883        | Ionic (I)       | 4784 BRT   | Harland & Wolff Ltd., Belfast        | 1900 an Aberdeen Line verkauft und in Sophocles umbenannt                                                                                   |
| 1885        | Gaelic          | 4212 BRT   | Harland & Wolff Ltd., Belfast        | 1905 an PSNCo verkauft und in Callao umbenannt                                                                                              |
| 1885        | Belgic (I)      | 4212 BRT   | Harland & Wolff Ltd., Belfast        | 1899 an Atlantic Transport Line verkauft und in Mohawk umbenannt                                                                            |
| 1888        | Cufic           | 4639 BRT   | Harland & Wolff Ltd., Belfast        | 1901 an Dominion Line verkauft und in Manxman umbenannt                                                                                     |
| 1889        | Runic (I)       | 4833 BRT   | Harland & Wolff Ltd., Belfast        | 1895 an West India & Pacific Ltd. verkauft und in Tampican umbenannt                                                                        |
| 1889        | Teutonic        | 9984 BRT   | Harland & Wolff Ltd., Belfast        | 1921 außer Dienst und zum Abbruch verkauft                                                                                                  |
| 1890        | Majestic (I)    | 9984 BRT   | Harland & Wolff Ltd., Belfast        | 1914 außer Dienst und zum Abbruch verkauft                                                                                                  |
| 1891        | Tauric          | 5741 BRT   | Harland & Wolff Ltd., Belfast        | 1903 an Dominion Line verkauft und in Welshman umbenannt                                                                                    |
| 1891        | Nomadic (I)     | 5741 BRT   | Harland & Wolff Ltd., Belfast        | 1903 an Dominion Line verkauft und in Cornishman umbenannt                                                                                  |
| 1891        | Magnetic        | 619 BRT    | Harland & Wolff Ltd., Belfast        | 1933 verkauft |
| 1892        | Naronic         | 6594 BRT   | Harland & Wolff Ltd., Belfast        | 1893 auf See verschollen (74 Tote) |
| 1892        | Bovic           | 6583 BRT   | Harland & Wolff Ltd., Belfast        | 1922 verkauft |
| 1893        | Gothic          | 7755 BRT   | Harland & Wolff Ltd., Belfast        | 1907 an Red Star Line verkauft und in Gothland umbenannt                                                                                    |
| 1894        | Cevic           | 8301 BRT   | Harland & Wolff Ltd., Belfast        | 1914 an Royal Navy verkauft |
| 1894        | Pontic          | 395 BRT    | Harland & Wolff Ltd., Belfast        | 1919 verkauft |
| 1895        | Georgic (I)     | 10077 BRT  | Harland & Wolff Ltd., Belfast        | 1916 durch dt. Hilfskreuzer Möve gekapert und versenkt                                                                                      |
| 1897        | Delphic (II)    | 8273 BRT   | Harland & Wolff Ltd., Belfast        | 1917 torpediert und gesunken |
| 1898        | Cymric          | 13.370 BRT | Harland & Wolff Ltd., Belfast        | 1916 torpediert und gesunken (5 Tote) |
| 1899        | Afric           | 11948 BRT  | Harland & Wolff Ltd., Belfast        | Am 12. Februar 1917 12 Seemeilen südsüdwestlich von der Küste Cornwalls durch UC66 versenkt                                                 |
| 1898        | Medic           | 11985 BRT  | Harland & Wolff Ltd., Belfast        | 1928 nach Norwegen verkauft und zum Walfänger umgebaut                                                                                      |
| 1899        | Persic          | 11973 BRT  | Harland & Wolff Ltd., Belfast        | 1927 außer Dienst und zum Abbruch verkauft                                                                                                  |
| 1899        | Oceanic (II)    | 17272 BRT  | Harland & Wolff Ltd., Belfast        | 1914 bei den Shetlandinseln gestrandet und aufgegeben. 1924 bis zur Wasserlinie verschrottet, 1973–1979 Verschrottung des Unterwasserteils. |
| 1900        | Runic (II)      | 12531 BRT  | Harland & Wolff Ltd., Belfast        | 1930 nach Norwegen verkauft und Umbau zum Walfänger                                                                                         |
| 1900        | Suevic          | 12531 BRT  | Harland & Wolff Ltd., Belfast        | 1928 nach Norwegen verkauft und Umbau zum Walfänger                                                                                         |
| 1901        | Celtic (II)     | 21035 BRT  | Harland & Wolff Ltd., Belfast        | 1928 bei Queenstown (Irland) gestrandet und aufgegeben                                                                                      |
| 1902        | Cedric          | 21035 BRT  | Harland & Wolff Ltd., Belfast        | 1932 außer Dienst und zum Abbruch verkauft                                                                                                  |
| 1905        | Baltic (II)     | 23876 BRT  | Harland & Wolff Ltd., Belfast        | 1933 außer Dienst und zum Abbruch verkauft                                                                                                  |
| 1907        | Adriatic (II)   | 24541 BRT  | Harland & Wolff Ltd., Belfast        | 1935 außer Dienst und zum Abbruch verkauft                                                                                                  |
| 1902        | Athenic         | 12367 BRT  | Harland & Wolff Ltd., Belfast        | 1928 nach Norwegen verkauft und Umbau zum Walfänger, Abbruch 1962                                                                           |
| 1902        | Corinthic       | 12367 BRT  | Harland & Wolff Ltd., Belfast        | 1931 außer Dienst und zum Abbruch verkauft                                                                                                  |
| 1903        | Ionic (II)      | 12367 BRT  | Harland & Wolff Ltd., Belfast        | 1934 an Shaw, Savill & Albion Steamship Co. übertragen                                                                                      |
| 1903        | Arabic (II)     | 15801 BRT  | Harland & Wolff Ltd., Belfast        | 1915 bei Irland torpediert und gesunken |
| 1903        | Republic (II)   | 15378 BRT  | Harland & Wolff Ltd., Belfast        | 1909 vor Nantucket (USA) nach Kollision gesunken                                                                                            |
| 1903 (1902) | Cretic          | 13507 BRT  | Hawthorn, Leslie & Co. Ltd., Hebburn | 1902 für Leyland / 1903 an WSL / 1926 an Leyland Line, Devonian                                                                             |
| 1903 (1900) | Canopic         | 12268 BRT  | Harland & Wolff Ltd., Belfast        | 1900 für Dominion / 1903 an WSL / 1925 außer Dienst und Abbruch                                                                             |
| 1903 (1898) | Romanic         | 11394 BRT  | Harland & Wolff Ltd., Belfast        | 1898 für Dominion / 1903 an WSL / 1912 an Allan Line verkauft Scandinavian                                                                  |
| 1909        | Laurentic (I)   | 14892 BRT  | Harland & Wolff Ltd., Belfast        | 1917 bei Irland torpediert und gesunken |
| 1908        | Megantic        | 14892 BRT  | Harland & Wolff Ltd., Belfast        | 1933 außer Dienst und zum Abbruch verkauft                                                                                                  |
| 1911        | Zealandic       | 8090 BRT   | Harland & Wolff Ltd., Belfast        | 1926 an die Aberdeen & Commonwealth Line verkauft, Mamilius                                                                                 |
| 1911        | Olympic         | 45324 BRT  | Harland & Wolff Ltd., Belfast        | 1934 Kollision mit Feuerschiff Nantucket. 1935 abgewrackt.                                                                                  |
| 1912        | Titanic         | 46329 BRT  | Harland & Wolff Ltd., Belfast        | 1912 auf Jungfernfahrt mit Eisberg kollidiert und gesunken (1504 Tote)                                                                      |
| 1915        | Britannic (II)  | 48158 BRT  | Harland & Wolff Ltd., Belfast        | 1916 in der Ägäis nach Minentreffer gesunken. (30 Tote)                                                                                     |
| 1913        | Ceramic         | 18495 BRT  | Harland & Wolff Ltd., Belfast        | 1934 an Shaw, Savill & Albion Steamship Co. übertragen. Im Dezember 1942 durch U 515 westlich der Azoren versenkt (655 Tote).               |
| 1914        | Belgic          | 24547 BRT  | Harland & Wolff Ltd., Belfast        | 1923 an Red Star Line übertragen und in Belgenland umbenannt                                                                                |
| 1918        | Vedic           | 9332 BRT   | Harland & Wolff, Govan               | 1934 Abbruch |
| 1921 (1901) | Haverford       | 11635 BRT  | John Brown & Co., Clydebank          | 1901 für American Line / 1921 an WSL / 1924 außer Dienst / 1925 Abbruch                                                                     |
| 1921 (1908) | Arabic (II)     | 16786 BRT  | AG „Weser“, Bremen                   | 1909 ex Berlin (II) für NDL / 1921 an WSL / 1931 außer Dienst und Abbruch                                                                   |
| 1922 (1920) | Majestic (II)   | 56551 BRT  | Blohm & Voss AG, Hamburg             | 1920 ex Bismarck für Hapag / 1922 an WSL / 1936 an Royal Navy verkauft                                                                      |
| 1922 (1914) | Homeric         | 34351 BRT  | F. Schichau-Werft AG, Danzig         | 1914 ex Columbus für NDL / 1922 an WSL / 1936 außer Dienst                                                                                  |
| 1923        | Doric (II)      | 16484 BRT  | Harland & Wolff Ltd., Belfast        | 1935 nach Kollision schwer beschädigt und Abbruch                                                                                           |
| 1926 (1920) | Albertic        | 18940 BRT  | AG „Weser“, Bremen                   | 1914 ex München für NDL / 1923 an WSL / 1934 Abbruch                                                                                        |
| 1927        | Laurentic (II)  | 18724 BRT  | Harland & Wolff Ltd., Belfast        | 1940 torpediert und gesunken |
| 1927 (1920) | Calgaric        | 16063 BRT  | Harland & Wolff Ltd., Belfast        | 1920 ex Orca für PSNCo / 1927 an WSL / 1935 Abbruch                                                                                         |
| 1930        | Britannic (III) | 27759 BRT  | Harland & Wolff Ltd., Belfast        | 1960 außer Dienst und Abbruch |
| 1931        | Georgic (II)    | 27759 BRT  | Harland & Wolff Ltd., Belfast        | 1956 außer Dienst und Abbruch |